# 聂曦
聶曦（1917年9月6日—1950年6月10日），中國共產黨員，福建省福州市閩清縣人，國防部史政局總務組組長、東南軍政長官公署總務處交際科科長，吳石中將副官，受吳石案牽連被判處死刑，1950年6月10日槍決於馬場町。

## 生平
聶曦，1917年9月6日生於福建省福州市閩清縣，與親戚聶能輝皆為共產黨員，聶能輝抗戰時參加新四軍，皖南事變時被俘，赤石暴動時逃至江蘇從事地下活動，於南京被中共占领前夕被捕，被处决於南京雨花台。
聶曦參與抗戰，歷任國防部史政局總務組組長、東南軍政長官公署總務處交際科科長，1941年起擔任吳石中將副官，吳石加入中共後，1949年福州解放前夕，吳石就任福州綏靖公署副主任，安排聶曦與參謀王強將機密資料移交給解放軍第十兵團司令部。
1949年9月，吳石前往台灣為中國共產黨蒐集情報，聶曦隨吳石一併前往台灣，聶曦在福州與鄰居王正均交好同為中共地下黨員，聶曦赴台任東南軍政長官公署總務處交際科上校科長，介紹王正均接替其職位任國防部參謀次長辦公室少校副官。吳石蒐集台灣北中南部各部隊番號及兵力部署，1949年10月由聶曦赴香港轉何遂交予中共華東局駐港負責人劉之綱，11月中共華東局派遣朱楓為交通員，負責與吳石接觸傳遞消息。朱楓來台後除了與吳石見面外，還與台灣省工委書記蔡孝乾接觸，不久後光明報事件導致蔡孝乾被捕，當局進行全台大搜捕。
1950年1月蔡孝乾第一次落網逃脫，情治單位在蔡孝乾的隨身物品中找到一張女性的照片，原以為是他的小姨子馬雯娟，於是前往警務處查核批准出境的文件，竟發現是一位劉桂麟小姐，劉桂麟高參是交通員朱楓的假身分，而代辦文件的正是吳石的妻子王碧奎，由副官聶曦假造並簽發特別通行證。2月18日被通緝的朱楓在舟山被沈之岳逮捕，1950年3月吳石、聶曦等人遭到逮捕審訊。
蔣中正指派蔣鼎文與韓德勤、劉詠堯負責審判此案，1950年5月30日，軍法局判處吳石、陳寶倉、朱楓、聶曦四人死刑，負責審理的蔣鼎文與韓德勤、劉詠堯聯名以軍心不穩之際宜寬大為懷，免阻投誠報效之心為吳石等人求情，蔣中正震怒，以其三人為犯人說情殊為不法之至，將三人革除原職。1950年6月10日，吳石、陳寶倉、朱楓、聶曦四人槍決於馬場町。

## 紀念
1965年中共國家安全部在吳石案後追認吳石為中華人民共和國烈士。
2013年10月 北京西山國家森林公園的無名英雄廣場上立有無名英雄紀念碑，為紀念來台灣在1950年代被處決「隱避戰線烈士」而設立。聶曦銘刻於紀念碑上。